# Índice de vazios
Na Mecânica dos solos o Índice de vazios (e) é expresso como um número, ou seja é uma grandeza adimensional e portanto não possui unidade, e é definido como o volume dos poros (Vv) dividido pelo volume ocupado pelas partículas sólidas (Vs) de uma amostra de solo, ou seja:
O volume dos sólidos (Vs) é obtido através do ensaio de Massa Específica Real dos Grãos, o volume total da amostra (V) é calculado, por exemplo, pelo Método da Balança Hidrostática e por consequência, o volume de vazio (Vv) é a diferença entre os dois.
Os poros dos solos, que apesar de também serem chamados de volume de vazios, podem estar preenchidos com água (quando solo está saturado), com ar (quando o solo está totalmente seco) ou com ambos, que é a forma mais comum encontrada na natureza.